# Revolver (비틀즈의 음반)
《Revolver》(리볼버)는 1966년 8월 5일 발매된 영국의 록 밴드 비틀즈의 일곱 번째 정규 음반이다. 라이브 공연자로서 은퇴하기 전까지의 비틀즈의 마지막 음반 프로젝트였고, 1965년 발매한 《Rubber Soul》가 쌓아올린 발전에서 한 층 더 올라감으로써 당시 비틀즈가 가장 많은 스튜디오 기술을 동원한 음반으로 기록되었다. 음반에는 각종 음향이 사용되었는데, 그 예시로 사이키델릭 〈Tomorrow Never Knows〉, 고전 현악8중주 〈Eleanor Rigby〉, 인도 고전음악 반주의 〈Love You To〉 등이 있다. 북미에서는 캐피틀 레코드가 11곡으로 수록곡 수를 줄여놓았으며, 여기서 빠진 3곡은 1966년 5월 발매한 《Yesterday and Today》에 대신 실리게 된다.
1966년, 비틀즈는 세 달 동안 전문적 책무로부터 벗어나 휴식을 취한 후 음반녹음을 시행했다. 또한 그 시기 런던은 문화적 중심지로 인정되었다. 노래는 LSD와 같은 사이키델릭 약물의 영향 및 죽음과 물질적 문제로부터의 초월을 주제로 다룸으로써 증가한 비틀즈 가사의 성숙도를 반영하고 있다. 새 곡들을 콘서트에서 다시 선보이지 않을 거로 여겨 밴드는 진보적인 스튜디오 기법, 예컨대 배리스피딩, 역전 테이프, 클로스 오디오 마이킹, 오토매틱 더블 트래킹 (ADT) 등을 이용했다. 또한 평상시 그들의 라이브 셋업에서 논외로 간주된 악기를 수용하기도 했다. 《Revolver》에서 선보여짐으로써 일부 스튜디오 관습은 변형되었고, 특히 ADT는 전 녹음업계에서 차용되기에 이른다. 세션에서는 음반 미수록 싱글 〈Paperback Writer〉과 그 뒷면 〈Rain〉이 제작되었으며, 이 곡을 통해 비틀즈는 처음 현지에서 홍보 영화를 촬영하게 되었다.
《Revolver》는 영국에서 1966년 7월 내내 방송국에서 14곡이 방송되었다. 미국에서는, 밴드가 의도한 러닝타임 주문 및 수록곡을 대체하는 캐피틀의 정책이 적용된 마지막 비틀즈 음반이 되었다. 발매 기간에 비틀즈는 마지막 콘서트 투어가 되는 활동을 진행했고, 이는 존 레논의 밴드가 곧 "예수보다 유명해질 것이다"라는 발언이 논쟁에 휩싸임으로써 망쳐져 버린다. 음반은 영국 음반 차트에서 7주간, 미국의 빌보드 톱 LP 목록에서 6주간 1위를 차지했다. 아동용 노블티 송 〈Yellow Submarine〉과 〈Eleanor Rigby〉는 더블 A 싱글로 출시되었고 곧 세계적인 히트를 하게 된다. 클라우스 부어만이 디자인한 음반 커버는, 오브리 비어즐리에 영감을 받은 선화에 사진 콜라주를 곁들였고, 1967년 그래미상 최우수 음반 커버 및 그래픽 아트 부문에서 수상했다. 1987년 세계적으로 발매한 CD는 본래 팔로폰 버전을 따름으로써 음반 수록곡 형태를 표준화했다.
《Revolver》의 다양한 음악적 스타일과 가사에 담긴 내용의 면에서, 음반은 대중음악의 범위를 확장시켰다. 1960년대 반문화가 지지한 원칙의 발전에도 영향력을 행사했다. 또한 사이키델릭 록, 일렉트로니카, 프로그레시브 록, 월드 뮤직 등 세부장르의 개발에 영감을 주었다. 다수의 음악 평론가는 《Sgt. Pepper's Lonely Hearts Club Band》를 능가하는 비틀즈 최고 음반으로 여기고 있다. 콜린 래킨스 저 《역대 최고의 음반 1000선》에서 1위에, 《롤링 스톤》의 목록 "역대 최고의 음반 500장"에서 3위에 올랐다. 2013년 영국 축음기 신압 협회에서 판매량 포상 규정을 변경함에 따라 영국에서 플래티넘 인증을 받게 되었다. 미국 음반 산업 협외에 의해서는 5× 플래티넘 인증을 받았다.

## 배경
1965년 12월 발매된 비틀즈의 《Rubber Soul》은 광범위하게 극찬을 받았다. 저자 데이비드 하워드에 따르면, 발매에 의해 대중음악의 한계는 "성층권까지 비상했다." 한결같이 높은 질을 유지하기 위해 싱글에서 음반으로 제작의 초점을 선회한 까닭이었다. 이듬해 1월, 비틀즈는 콘서트 영화 《비틀즈 앳 셰어 스타디움》에서 사용하기 위해 1965년 미국 투어에서 녹음한 라이브 음원의 오버더빙을 시행했다. 비틀즈의 매니저 브라이언 엡스타인은 1966년을 이전의 2년과 같은 양식과 동일하게 가기로 했다. 이는 밴드의 장편영화 및 성공적 음반 제작을 의미하는 것이었다. 하절에는 순회공연을 할 예정이었다. 그러나 비틀즈가 영화 프로젝트 제안을 거절함에 따라, 영화 제작에 할당된 세 달간의 전문적 책무에 공백이 생겼다. 이로써 밴드원들이 1962년 이후 단체활동에서 벗어나는 가장 긴 기간이 탄생했고, 새 음반에 대한 준비를 가질 미증유의 시간이 주어지게 되었다.

말 그대로 [차기 음반에서 나올 것은] 무엇이든 될 수 있습니다. 전자 음악, 농담 ... 한 가지는 확실합니다. 다음 LP는 아주 다르게 될 것이란 거요.

《비틀즈 포에버》의 저자 니콜라스 셰프너는 1966년이 밴드의 "사이키델릭 시기"의 시작이라며 다음과 같이 덧붙인다. "그 형용사는 비단 특정한 향정신 약물의 영향의 암시 뿐만이 아닌, 폭넓은 색채의 새 음악을 환기하는 자유분방한 스팩트럼을 의미하기도 한다." 음악 저널리스트 케롤 클라크는 《Revolver》가 "결정적으로 애시드 영향"을 받았다며 1965년 봄부터 시작된 존 레논과 조지 해리슨의 LSD 경험을 그 이유로 들었다. 같은 경험을 통해 두 음악가는 동양 철학개념에 매력을 느꼈으며, 특히나 인간 본질에 대한 환상적 특성을 깨닫는다. 밴드원간 의견충돌이 있지만, 링고 스타는 마약을 복용했고 폴 매카트니는 LSD를 거부했다. 《Revolver》에서 매카트니가 선보인 더욱 일반적인 가사는 레논과 해리슨의 관계를 반영하고 있다. 매카트니는 레논의 아트 신, 그중 특히 번성하는 아방가르드 사회에서 경험한 지적 자극에 영향을 받았다.
밴드의 세계 순회공연의 일자가 조정될 동안, 엡스타인은 모린 클리브가 제안한 비틀즈 멤버 개별 인터뷰에 응했다. 이는 《런던 이브닝 스탠더드》 신문에 1966년 3월에 걸쳐 일련의 기사로 편찬되었다. 클리브는 당시 그들이 단순화된 묘사에서 벗어나 더욱 지적인 개성을 갖게 되었다고 관측했다. 클리브는 두 주된 작곡가 가운데 레논에게서는 직관력, 게으름, 명성과 그의 시골지역 서리 환경에 대한 불만을 감지했고, 매카트니에게는 신뢰, 지식에 대한 갈증, 새로운 창작 가능성을 발견했다. 《리볼버: 더 비틀즈 리이매진드 로큰롤》의 저자 로버트 로드리게즈가 책에서 저술하기를, 《Revolver》 이전까지 비틀즈의 창작력을 지배한 것은 레논인 반면, 이 시점에서 매카트니는 그와 거의 동일한 위치에 서 있다고 한다. 해리슨의 인도 음악과 문화에 대한 관심과 더불어 인도 시타르 연습은 그의 작곡에 영감을 주었다. 《Revolver》를 폭넓게 해석한 이언 잉그리스는 "해리슨이 작곡가가 될 나이에 도달한 음반"이라고 했다.

## 녹음 역사

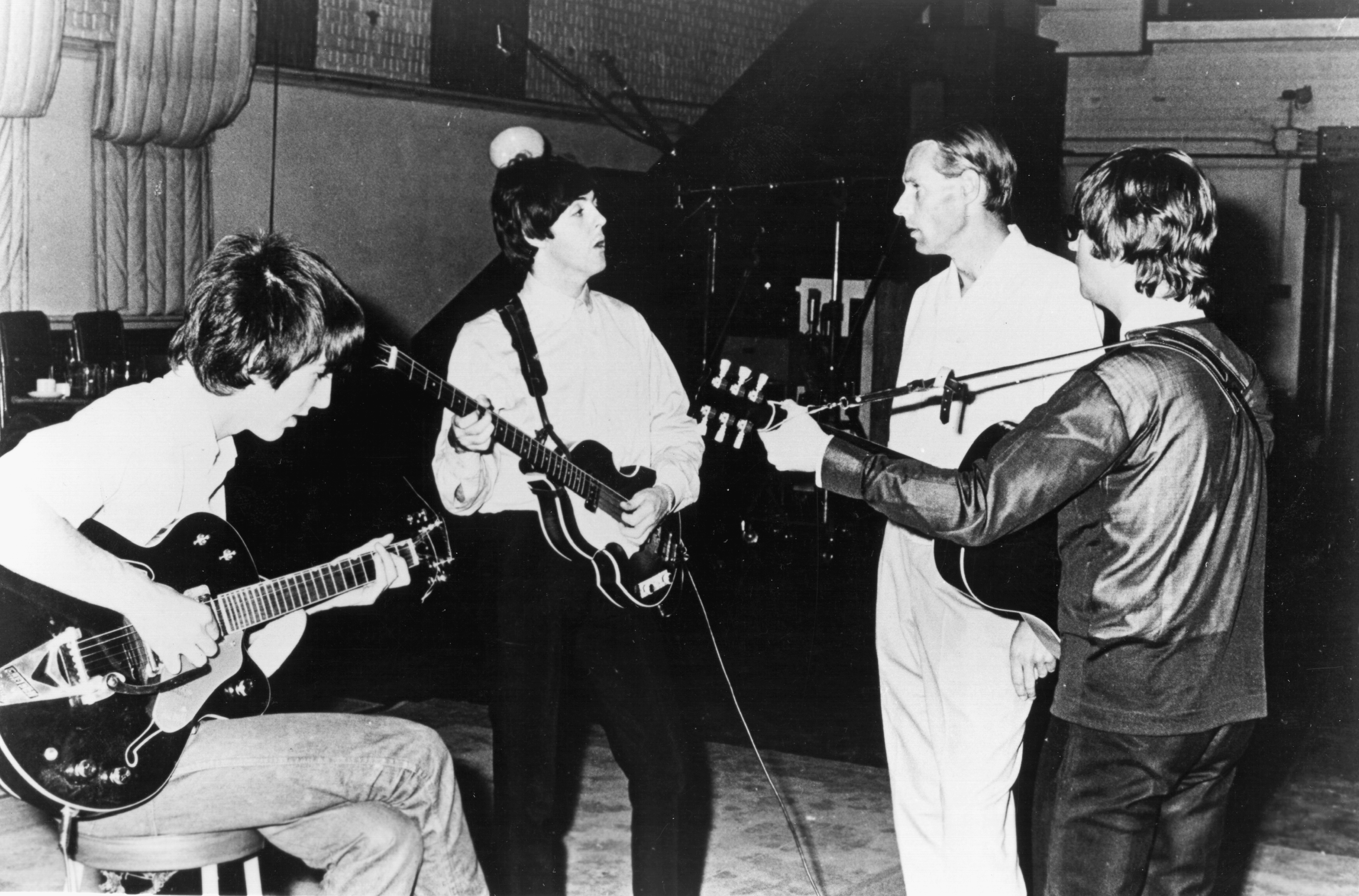
1960년대 중엽 EMI 스튜디오에서 해리슨, 매카트니, 레논, 조지 마틴

비틀즈는 EMI 런던 소재 애비 로드 스튜디오 대신 더욱 현대적인 시설에서 작업하기를 원했고, 엡스타인을 1966년 3월에 멤피스로 보내 스택스 스튜디오에서의 녹음 가능성을 타진했다. 두 달 뒤 해리슨은 편지를 쓰면서 비틀즈와 스택스 전속 프로듀서 짐 스테와트와의 합작을 고려하고 있었다. 그러나 현지에서 스택스 건물이 외면 받으면서 이 구상은 폐기 되었고, 더불어 대체 계획이던 런던 소재 아틀랜틱 스튜디오 및 디트로이트 소재 모타운 설비의 활용도 폐기 되었다.
음반 녹음은 1966년 4월 6일에 EMI 제3 스튜디오에서 개시 되었으며, 조지 마틴이 다시 프로듀서를 수행했다. 첫 트랙은 〈Tomorrow Never Knows〉로 내정되어 있었다. 곡의 편곡은 당일의 초기 테이크와 향후의 리테이크간에 상당한 격차가 있다. 〈Tomorrow Never Knows〉의 첫 테이크와 함께 여러 다른 아웃테이크가 음반 세션에서 제작 되었으며, 1996년 컴필레이션 《Anthology 2》에 수록된다. 《Revolver》 세션 도중에 〈Paperback Writer〉와 〈Rain〉이 녹음되었고. 5월 말 음반 미수록곡으로써 싱글 발매되었다.

## 곡 목록
- 특별한 언급이 없는 한 모든 곡들은 레논-매카트니 작곡이다.

| #  | 제목                           | 보컬     | 재생 시간 |
| -- | ------------------------------ | -------- | --------- |
| 1. | 〈Taxman〉 (해리슨)            | 해리슨   | 2:39      |
| 2. | 〈Eleanor Rigby〉              | 매카트니 | 2:08      |
| 3. | 〈I'm Only Sleeping〉          | 레논     | 3:02      |
| 4. | 〈Love You To〉 (해리슨)       | 해리슨   | 3:01      |
| 5. | 〈Here, There and Everywhere〉 | 매카트니 | 2:26      |
| 6. | 〈Yellow Submarine〉           | 스타     | 2:40      |
| 7. | 〈She Said She Said〉          | 레논     | 2:37      |

| #  | 제목                           | 보컬     | 재생 시간 |
| -- | ------------------------------ | -------- | --------- |
| 1. | 〈Taxman〉 (해리슨)            | 해리슨   | 2:39      |
| 2. | 〈Eleanor Rigby〉              | 매카트니 | 2:08      |
| 3. | 〈I'm Only Sleeping〉          | 레논     | 3:02      |
| 4. | 〈Love You To〉 (해리슨)       | 해리슨   | 3:01      |
| 5. | 〈Here, There and Everywhere〉 | 매카트니 | 2:26      |
| 6. | 〈Yellow Submarine〉           | 스타     | 2:40      |
| 7. | 〈She Said She Said〉          | 레논     | 2:37      |

| #  | 제목                            | 보컬     | 재생 시간 |
| -- | ------------------------------- | -------- | --------- |
| 1. | 〈Good Day Sunshine〉           | 매카트니 | 2:10      |
| 2. | 〈And Your Bird Can Sing〉      | 레논     | 2:02      |
| 3. | 〈For No One〉                  | 매카트니 | 2:01      |
| 4. | 〈Doctor Robert〉               | 레논     | 2:15      |
| 5. | 〈I Want to Tell You〉 (해리슨) | 해리슨   | 2:30      |
| 6. | 〈Got to Get You into My Life〉 | 매카트니 | 2:31      |
| 7. | 〈Tomorrow Never Knows〉        | 레논     | 2:57      |

| #  | 제목                            | 보컬     | 재생 시간 |
| -- | ------------------------------- | -------- | --------- |
| 1. | 〈Good Day Sunshine〉           | 매카트니 | 2:10      |
| 2. | 〈And Your Bird Can Sing〉      | 레논     | 2:02      |
| 3. | 〈For No One〉                  | 매카트니 | 2:01      |
| 4. | 〈Doctor Robert〉               | 레논     | 2:15      |
| 5. | 〈I Want to Tell You〉 (해리슨) | 해리슨   | 2:30      |
| 6. | 〈Got to Get You into My Life〉 | 매카트니 | 2:31      |
| 7. | 〈Tomorrow Never Knows〉        | 레논     | 2:57      |

## 차트 순위
| 차트                     | 연도   | 최고 순위 |
| ------------------------ | ------ | --------- |
| 영국 음반 차트           | 1966년 | 1위       |
| 빌보드 200 팝 음반       | 1966년 | 1위       |
| 오스트레일리아 음반 차트 | 1966년 | 1위       |

## 참고 문헌
- Babiuk, Andy (2002). 《Beatles Gear: All the Fab Four's Instruments, from Stage to Studio》. San Francisco, CA: Backbeat Books. ISBN 978-0-87930-731-8.
- The Beatles (2000). 《The Beatles Anthology》. San Francisco, CA: Chronicle Books. ISBN 978-0-8118-2684-6.
- Bishop, Rand (2010). 《The Absolute Essentials of Songwriting Success – From Song Dog to Top Dog: Making It in the Music Business》. Van Nuys, CA: Alfred Music Publishing. ISBN 978-0-7390-7191-5.
- Brackett, Nathan; with Hoard, Christian (eds) (2004). 《The New Rolling Stone Album Guide (4th edn)》. New York, NY: Fireside/Simon & Schuster. ISBN 0-7432-0169-8.
- Brend, Mark (2005). 《Strange Sounds: Offbeat Instruments and Sonic Experiments in Pop》. San Francisco, CA: Backbeat Books. ISBN 978-0-879308551.
- Brown, Peter; Gaines, Steven (2002) [1983]. 《The Love You Make: An Insider's Story of the Beatles》. New York, NY: New American Library. ISBN 978-0-451-20735-7.
- Case, George (2010). 《Out of Our Heads: Rock 'n' Roll Before the Drugs Wore Off》. Milwaukee, WI: Backbeat Books. ISBN 978-0-87930-967-1.
- Castleman, Harry; Podrazik, Walter J. (1976). 《All Together Now: The First Complete Beatles Discography 1961–1975》. New York, NY: Ballantine Books. ISBN 0-345-25680-8.
- Clough, Matthew H.; Fallows, Colin (eds) (2010). 《Astrid Kirchherr: A Retrospective》. Liverpool, UK: Liverpool University Press. ISBN 978-1-84631-477-3.
- DeRogatis, Jim (2003). 《Turn on Your Mind: Four Decades of Great Psychedelic Rock》. Milwaukee, WI: Hal Leonard. ISBN 978-0-634-05548-5.
- Editors of Guitar World (2010). 《The Complete History of Guitar World: 30 Years of Music, Magic & Six-String Mayhem》. Milwaukee, WI: Backbeat Books. ISBN 978-0-87930-992-3.
- The Editors of Rolling Stone (2002). 《Harrison》. New York, NY: Rolling Stone Press. ISBN 978-0-7432-3581-5.
- Emerick, Geoff; Massey, Howard (2006). 《Here, There and Everywhere: My Life Recording the Music of the Beatles》. New York, NY: Gotham Books. ISBN 978-1-59240-269-4.
- Everett, Walter (1999). 《The Beatles as Musicians: Revolver Through the Anthology》. New York, NY: Oxford University Press. ISBN 978-0-19-512941-0.
- Everett, Walter (2009). 《The Foundations of Rock: From "Blue Suede Shoes" to "Suite: Judy Blue Eyes"'》. New York, NY: Oxford University Press. ISBN 978-0-19-531024-5.
- Frontani, Michael R. (2007). 《The Beatles: Image and the Media》. Jackson, MS: University Press of Mississippi. ISBN 978-1-57806-966-8.
- Glynn, Stephen (2013). 《The British Pop Music Film: The Beatles and Beyond》. Basingstoke, UK: Palgrave Macmillan. ISBN 978-0-230-39222-9.
- Gould, Jonathan (2007). 《Can't Buy Me Love: The Beatles, Britain and America》. London: Piatkus. ISBN 978-0-7499-2988-6.
- Graff, Gary; Durchholz, Daniel (eds) (1999). 《MusicHound Rock: The Essential Album Guide》. Farmington Hills, MI: Visible Ink Press. ISBN 1-57859-061-2.
- Harry, Bill (2004). 《The Ringo Starr Encyclopedia》. London: Virgin Books. ISBN 0-7535-0843-5.
- Hertsgaard, Mark (1996). 《A Day in the Life: The Music and Artistry of the Beatles》. London: Pan Books. ISBN 0-330-33891-9.
- Hodgson, Jay (2010). 《Understanding Records: A Field Guide to Recording Practice》. New York, NY: Continuum. ISBN 978-1-4411-5607-5.
- Howard, David N. (2004). 《Sonic Alchemy: Visionary Music Producers and Their Maverick Recordings》. Milwaukee, WI: Hal Leonard. ISBN 0-634-05560-7.
- Ingham, Chris (2006). 《The Rough Guide to the Beatles (2nd edn)》. London: Rough Guides/Penguin. ISBN 978-1-84836-525-4.
- Inglis, Ian (2010). 《The Words and Music of George Harrison》. Santa Barbara, CA: Praeger. ISBN 978-0-313-37532-3.
- Kruth, John (2015). 《This Bird Has Flown: The Enduring Beauty of Rubber Soul Fifty Years On》. Milwaukee, WI: Backbeat Books. ISBN 978-1-61713-573-6.
- Larkin, Colin (ed.) (2006). 《The Encyclopedia of Popular Music (4th edn)》. London: Oxford University Press. ISBN 978-0-19-531373-4.
- Lavezzoli, Peter (2006). 《The Dawn of Indian Music in the West》. New York, NY: Continuum. ISBN 0-8264-2819-3.
- Levy, Shawn (2003). 《Ready, Steady, Go!: Swinging London and the Invention of Cool》. London: Fourth Estate. ISBN 978-1-84115-226-4.
- Lewisohn, Mark (2005) [1988]. 《The Complete Beatles Recording Sessions: The Official Story of the Abbey Road Years 1962–1970》. London: Bounty Books. ISBN 978-0-7537-2545-0.
- Lewisohn, Mark (2010) [1992]. 《The Complete Beatles Chronicle: The Definitive Day-by-Day Guide to the Beatles' Entire Career》. Chicago, IL: Chicago Review Press. ISBN 978-1-56976-534-0.
- MacDonald, Ian (2005). 《Revolution in the Head: The Beatles' Records and the Sixties (2nd rev. edn)》. Chicago, IL: Chicago Review Press. ISBN 978-1-55652-733-3.
- Martin, George; with Pearson, William (1994). 《Summer of Love: The Making of Sgt. Pepper》. London: Macmillan. ISBN 0-333-60398-2.
- Miles, Barry (1997). 《Paul McCartney: Many Years From Now》. New York, NY: Henry Holt. ISBN 978-0-8050-5248-0.
- Miles, Barry (2001). 《The Beatles Diary Volume 1: The Beatles Years》. London: Omnibus Press. ISBN 0-7119-8308-9.
- 《Mojo Special Limited Edition: 1000 Days That Shook the World (The Psychedelic Beatles – April 1, 1965 to December 26, 1967)》. London: Emap. 2002.
- Norman, Philip (1996) [1981]. 《Shout!: The Beatles in Their Generation》. New York, NY: Fireside. ISBN 0-684-83067-1.
- Perone, James E. (2012). 《The Album: A Guide to Pop Music's Most Provocative, Influential, and Important Creations》. Santa Barbara, CA: Praeger. ISBN 978-0-313-37906-2.
- Prendergast, Mark (2003). 《The Ambient Century: From Mahler to Moby – The Evolution of Sound in the Electronic Age》. New York, NY: Bloomsbury. ISBN 1-58234-323-3.
- Reck, David B. (2009). 〈India/South India〉.   Titon, Jeff Todd (ed.). 《Worlds of Music: An Introduction to the Music of the World's Peoples (5th edn)》. Belmont, CA: Schirmer Cengage Learning. ISBN 978-0-534-59539-5.
- Reising, Russell (2002). 〈Introduction: 'Of the beginning'〉.   Reising, Russell (ed.). 《'Every Sound There Is': The Beatles' Revolver and the Transformation of Rock and Roll》. Farnham, UK: Ashgate Publishing. ISBN 978-0-7546-0557-7.
- Reising, Russell (2006). 〈Vacio Luminoso: 'Tomorrow Never Knows' and the Coherence of the Impossible〉.   Womack, Kenneth; Davis, Todd F. (eds). 《Reading the Beatles: Cultural Studies, Literary Criticism, and the Fab Four》. Albany, NY: State University of New York Press. ISBN 0-7914-6716-3.
- Reising, Russell; LeBlanc, Jim (2009). 〈Magical Mystery Tours, and Other Trips: Yellow submarines, newspaper taxis, and the Beatles' psychedelic years〉.   Womack, Kenneth (ed.). 《The Cambridge Companion to the Beatles》. Cambridge, UK: Cambridge University Press. ISBN 978-0-521-68976-2.
- Riley, Tim (2002) [1988]. 《Tell Me Why: A Beatles Commentary》. Cambridge, MA: Da Capo Press. ISBN 978-0-306-81120-3.
- Rodriguez, Robert (2012). 《Revolver: How the Beatles Reimagined Rock 'n' Roll》. Milwaukee, WI: Backbeat Books. ISBN 978-1-61713-009-0.
- Schaffner, Nicholas (1978). 《The Beatles Forever》. New York, NY: McGraw-Hill. ISBN 0-07-055087-5.
- Sounes, Howard (2010). 《Fab: An Intimate Life of Paul McCartney》. London: HarperCollins. ISBN 978-0-00-723705-0.
- Stanley, Bob (2014). 《Yeah! Yeah! Yeah!: The Story of Pop Music from Bill Haley to Beyoncé》. New York, NY: W.W. Norton. ISBN 978-0-393-24269-0.
- Sutherland, Steve (ed.) (2003). 《NME Originals: Lennon》. London: IPC Ignite!.
- Tillery, Gary (2011). 《Working Class Mystic: A Spiritual Biography of George Harrison》. Wheaton, IL: Quest Books. ISBN 978-0-8356-0900-5.
- Turner, Steve (1999). 《A Hard Day's Write: The Stories Behind Every Beatles Song (2nd edn)》. New York, NY: Carlton/HarperCollins. ISBN 0-06-273698-1.
- Turner, Steve (2016). 《Beatles '66: The Revolutionary Year》. New York, NY: HarperLuxe. ISBN 978-0-06-249713-0.
- Winn, John C. (2009). 《That Magic Feeling: The Beatles' Recorded Legacy, Volume Two, 1966–1970》. New York, NY: Three Rivers Press. ISBN 978-0-307-45239-9.
- Womack, Kenneth (2007). 《Long and Winding Roads: The Evolving Artistry of the Beatles》. New York, NY: Continuum. ISBN 978-0-8264-1746-6.
- Womack, Kenneth (2014). 《The Beatles Encyclopedia: Everything Fab Four》. Santa Barbara, CA: ABC-CLIO. ISBN 978-0-313-39171-2.